# 훙산동물원역
훙산동물원역(중국어: 红山动物园站)은 난징 지하철 1호선의 역 중의 하나이며 스리창거우(十里长沟) 옆에 위치한다. 지상 2층의 섬식 승강장을 갖추고 있으며, 2층은 승강장, 1층은 대합실이다. 역의 총 건축면적은 5855제곱미터이다. 이 역은 출구 4개가 설치되어 있어 각각 허옌로(和燕路)로 연결된다. 역은 2005년 8월 12일에 개업했다.

## 대중교통

### 버스
- 훙산역(红山站): 8로, 30로, 54로, 64로, 72로, 76로, 77로, Y9로

## 역 인근
- 훙산동물원(红山动物园)

## 참고 자료
- 南京地铁风——红山动物园站指南 보관됨 2019-08-28 - 웨이백 머신